# 天津市政府 (中华民国)
天津市政府是中华民国中后期天津市的最高行政机关，1930年，南京国民政府改天津特别市为天津市，天津市政府于当年7月成立，1937年8月1日，日本成立天津市治安维持会。1945年9月29日，天津光复，中华民国政府接收天津特别市政府，并改回天津市政府。

## 主要官员

### 1930年～1937年
市长
1. 臧启芳（1930年10月－1931年4月）
2. 张学铭（1931年4月－1931年10月）
3. 周龙光（1931年10月－1932年12月）
4. 于学忠（1932年12月-1933年8月）
5. 王韬（1933年8月－1934年10月）
6. 张廷谔（1934年10月－1935年6月）
7. 商震（1935年6月－1935年7月）
8. 程克（1935年7月－1935年11月）
9. 萧振瀛（1935年11月－1936年8月）
10. 张自忠（1936年8月－1937年7月）

### 1945年～1949年
市长
1. 张廷谔（1945年10月－1946年11月）
2. 杜建时（1946年11月－1949年1月）

## 事件

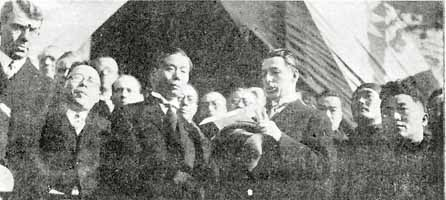
1931年中国收回天津比租界

- 1931年3月，正式举行交接典礼，天津比租界改为天津特别行政区第四区（特四区）。
- 1935年6月，河北省省会迁往保定，天津又改为直辖市。
- 1936年6月，国民革命军第38师师长张自忠任天津市长。